# Arpad (miasto)

Mapa starożytnego Bliskiego Wschodu (ok. 1000–800 p.n.e.) z zaznaczonymi najważniejszymi aramejskimi i nowohetyckimi królestwami

Arpad – w 1 połowie I tysiąclecia p.n.e. miasto w północnej Syrii, stolica aramejskiego królestwa Bit-Agusi; przypuszcza się, iż leżeć mogło w miejscu współczesnego syryjskiego miasta Tall Rifat, położonego ok. 35 kilometrów na północ od Aleppo.

## Dzieje
W końcu IX w. p.n.e. Arpad stał się stolicą aramejskiego królestwa Bit-Agusi, najprawdopodobniej za panowania Attar-szumki (I), syna Adramu i wnuka(?) Gusiego, założyciela królestwa. W 805 r. p.n.e. Attar-szumki poprowadził wojskową koalicję przeciw asyryjskiemu królowi Adad-nirari III (810–783 p.n.e.) i stoczył z nim bitwę pod miastem Paqarahubunu na zachodnim brzegu Eufratu. W bitwie koalicja poniosła wprawdzie porażkę, ale Adad-nirari III nie udało się jej rozbić i stawiała mu ona opór przez szereg kolejnych lat.
W 754 r. p.n.e. asyryjski król Aszur-nirari V (754–745 p.n.e.) poprowadził wyprawę wojenną przeciw Arpadowi i w jej wyniku Mati’ilu, król Bit-Agusi, syn i następca Attar-szumki II, zmuszony został do podpisania traktatu pokojowego z Aszur-nirari V, w którym zgodzić się musiał na warunki stawiane przez króla asyryjskiego. Asyryjczycy zmusili również Mati’ilu do podpisania niekorzystnego dla niego traktatu z Bar-Ga’jahiem, królem Ktk, królestwa sąsiadującego z Bit-Agusi od północy. Tekst tego traktatu zapisany został na tzw. stelach z Sefire.
W 743 r. p.n.e. Bit-Agusi odegrało ważną rolę w koalicji syryjskich i anatolijskich królestw, utworzonej przeciw asyryjskiemu królowi Tiglat-Pileserowi III (744–727 p.n.e.). Koalicja ta została jednak pokonana, a Arpad, stolica Bit-Agusi, został oblężony przez wojska asyryjskie. Po trwającym trzy lata oblężeniu Asyryjczykom udało się w końcu zdobyć to miasto. Królestwo Bit-Agusi włączone zostało do imperium asyryjskiego, a z części jego ziem utworzona została nowa asyryjska prowincja o nazwie Arpad.

## Asyryjska prowincja Arpad (Arpaddu)
W 740 r. p.n.e., po zdobyciu miasta Arpad przez Tiglat-Pilesera III, z ziem należących do królestwa Bit-Agusi utworzono dwie asyryjskie prowincje: Arpad (ze stolicą w mieście Arpad) i Tu’ammu (ze stolicą w mieście Tu’ammu). Naturalną granicą pomiędzy obiema prowincjami była najprawdopodobniej rzeka Kuwajk, a tereny na wschód od niej należały do prowincji Arpad, a na zachód od niej do prowincji Tu’ammu. To oznacza jednak, iż miasto Arpad, stolica prowincji Arpad, leżeć musiało na wschód od rzeki Kuwajk, tymczasem próbuje się je identyfikować z miastem Tall Rifat, które leży na zachód od tej rzeki. Zdaniem Karen Radner bardziej poprawna byłaby identyfikacja Arpadu z miastem Tall as-Safira, leżącym na południowy zachód od Aleppo, po wschodniej stronie rzeki Kuwajk, znanym z odnalezionych tam tzw. stel z Sefire. 
W latach 722–720 p.n.e. Arpad zbuntował się przeciw asyryjskiemu królowi Sargonowi II (722–705 p.n.e.), ale po tym jak rebelia ta została stłumiona, prowincja ta – jak się wydaje – nie była już źródłem kolejnych buntów. Prowincja wzmiankowana jest w liście i tekstach administracyjnych pochodzących z czasów panowania Sargona II. W 692 r. p.n.e., za rządów Sennacheryba (704–681 p.n.e.), Zazaja, gubernator prowincji Arpad, pełnił urząd limmu (eponima). Prowincja wspominana jest też w listach do Asarhaddona (681–669 p.n.e.) i Aszurbanipala (669–627? p.n.e.).
Zgodnie z zachowanymi tekstami jednym z ważniejszych miast w prowincji Arpad miało być Nerabu/Nerab (Nēribi, wsp. An-Najrab, dzielnica Aleppo). Znany jest tekst, w którym Remanni-Adad, woźnica rydwanu asyryjskiego króla Aszurbanipala, kupuje miasto w prowincji Arpad, leżące w pobliżu miasta Nerab.

## Wzmianki w Biblii
Arpad wzmiankowany jest kilkukrotnie w Biblii, w 2 Księdze Krolewskiej (2 Krl 18,34; 19,13), w Księdze Izajasza (Iz 10,9; 36,19; 37,13) i Księdze Jeremiasza (Jr 49,23). W dwóch przypadkach (2 Krl 18,34 i Iz 36,19) wymieniany jest w powiązaniu z królestwem Hamat, które leżało na południe od niego.